# Йозеф Юрканін
Йозеф Юрканін (чеськ. Josef Jurkanin, нар. 5 березня 1949) — чехословацький футболіст, що грав на позиції нападника.
Виступав за клуби «Спарта» (Прага), «Тепліце» та «Славія» (Прага), а також національну збірну Чехословаччини.

## Клубна кар'єра
У дорослому футболі дебютував 1966 року виступами за команду «Спарта» (Прага), в якій провів дев'ять сезонів і виграв титул чемпіона (1967), двічі грав у чвертьфіналі Кубка європейських чемпіонів (1966, 1968) і один раз у півфіналі Кубка володарів кубків (1973). На той час його називали одним із найбільших талантів чеського футболу, але 3 квітня 1973 року в матчі проти «Нітри» Йозеф отримав травму ахіллового сухожилля, після якої лікувався три чверті року. Після травми м'яз Юрканіна вкоротився і повернутись на свій рівень він вже не міг, втративши свою швидкість і вибуховість. 
В результаті 1975 року Йозеф змушений був перейти в «Тепліце», де відіграв наступні два сезони своєї ігрової кар'єри, а 1977 року перейшов до клубу «Славія» (Прага), за яку відіграв ще 2 сезони. Загалом у вищому дивізіоні країни він провів 263 гри і забив 48 голів
Завершив професійну кар'єру футболіста виступами за команду «Пржибрам», в якій виступав у другому дивізіоні в сезоні 1979/80.

## Виступи за збірну
18 червня 1967 року дебютував в офіційних іграх у складі національної збірної Чехословаччини у матчі відбору на Євро-1968 проти Туреччини (3:0), в якому забив свій дебютний гол.
У складі збірної був учасником чемпіонату світу 1970 року у Мексиці, де зіграв одному матчі в з Румунією (1:2), а його команда не подолала груповий етап.
Загалом протягом кар'єри у національній команді, яка тривала 9 років, провів у її формі 12 матчів, забивши 2 голи.

## Титули і досягнення
- Чемпіон Чехословаччини (1):

«Спарта» (Прага): 1966-67
- Володар Кубка Чехословаччини (1):

«Спарта» (Прага): 1971-72